# Kadokawa Future Publishing
Kadokawa Future Publishing — видавнича компанія Kadokawa Corporation, яка видає манґи, романи, ранобе, журнали, настільні рольові ігри та інший контент із вісьмома різними видавничими компаніями, які раніше об'єдналися з нею. Компанія раніше була першою ітерацією корпорації Kadokawa і була материнською компанією компаній групи Kadokawa, яка об'єднала кілька пов'язаних з Kadokawa Shoten компаній. Kadokawa Dwango оголосила про реструктуризацію в лютому 2019 року. 1 липня 2019 року корпорація Kadokawa була реорганізована; видавнича справа залишилася, і компанія була перейменована на Kadokawa Future Publishing. Сама Kadokawa Dwango стала другою ітерацією корпорації Kadokawa.

## Історія
Компанія була заснована 2 квітня 1954 року як Kadokawa Shoten. З 1 квітня 2003 року її було перейменовано у Kadokawa Holdings, передавши існуючий видавничий бізнес видавництву Kadokawa Shoten. Компанія знову була перейменована в Kadokawa Group Holdings 1 липня 2006 року. Компанія успадкувала управління та інтеграцію бізнесу в рамках видавництва Kadokawa Shoten Publishing у січні 2007 року. Бізнеси з видавництва журналів були трансформовані в Kadokawa Magazine Group. Компанія була перейменована в Kadokawa Corporation 22 червня 2013 року.
1 жовтня 2013 року дев'ять компаній групи Kadokawa (ASCII Media Works, Chukei Publishing, Enterbrain, Fujimi Shobo, Kadokawa Gakugei Publishing, Kadokawa Production, Kadokawa Magazines, Kadokawa Shoten та Media Factory) були об'єднані в Kadokawa Corporation. Вісім з них працюють зараз як брендові компанії. Kadokawa Production було розпущено та інтегровано до General IP Business Headquarters. 30 грудня 2013 року Kadokawa оголосили, що компанія придбала 100 % видавництва Choubunsha.
14 травня 2014 року було оголошено, що Kadokawa Corporation і Dwango, власник Niconico, об'єднаються 1 жовтня 2014 року і сформують нову холдингову компанію Kadokawa Dwango. І Kadokawa, і Dwango стали дочірніми компаніями нової компанії. У лютому 2019 року Kadokawa Dwango оголосив, що Dwango тепер буде прямим дочірнім підприємством Kadokawa Corporation при реорганізації компанії.
1 липня 2019 року корпорація Kadokawa була реорганізована; видавнича справа залишилася, і компанія була перейменована на Kadokawa Future Publishing. Сама Kadokawa Dwango стала другою ітерацією корпорації Kadokawa.

## Структура

### Підрозділи
- ASCII Media Works
- Chukei Publishing
- Enterbrain
- Fujimi Shobo
- Kadokawa Gakugei Publishing
- Kadokawa Magazines
- Kadokawa Shoten
- Media Factory

### Дочірні компанії
- Building Book Center
- Kadokawa Key-Process